# Никитюк, Леся Ивановна
Ле́ся Ива́новна Никитю́к (укр. Леся Іванівна Нікітюк; род. 19 октября 1987, Хмельницкий) — украинская телеведущая и актриса. Наиболее известна по телепередаче «Орёл и решка».

## Биография
Родилась в городе Хмельницком 19 октября 1987 года. Мама — Никитюк Екатерина Петровна, отец — Никитюк Иван Иванович, рабочие ОАО «Укрэлектроаппарат». После окончания школы Леся получила высшее образование в Хмельницкой гуманитарно-педагогической академии. Во время учёбы девушка была участницей команды КВН «Торнадо Люкс». Постановка «Галя, я в маршрутке» собрала более 6 000 000 просмотров на YouTube.
В 2009 году Леся в компании со своей близкой подругой Ольгой Панасенко начала выступать в «Бигуди шоу». В 2011 году Леся и Ольга приняли участие в шоу «Рассмеши комика», где им удалось заработать 10 000 гривен, но рубеж в 20 000 гривен им не покорился. В 2012 году они снова выступили на этом шоу, и на этот раз им удалось рассмешить юмористов на 50 000, а затем ещё на 20 000 гривен.
В 2012 году Леся стала ведущей познавательной телепередачи о путешествиях «Орёл и решка», заменив Жанну Бадоеву. Её соведущим был Андрей Бедняков. В 2013 году на канале К1 стартовала авторская передача Леси о шоу-бизнесе — «Леся-ЗдЄся».
8 февраля 2015 года начался показ юбилейного, 10-го сезона передачи «Орёл и решка», в котором Леся Никитюк приняла участие вместе с другими «коллегами» по шоу. В том же году Леся Никитюк вместе с Андреем Бедняковым, Региной Тодоренко и Жанной Бадоевой снялась в клипе Светланы Лободы «Пора домой». Также Никитюк была номинирована на национальную телевизионную премию «Телетриумф» как ведущая развлекательной программы. 10 декабря 2015 года Леся Никитюк отправилась в кругосветное путешествие вместе с телепередачей «Орёл и Решка», но после 24-го выпуска покинула «Кругосветку» в пользу своего нового шоу. Её заменил Петр Романов. На украинском телеканале «Интер» шоу получило название «Вокруг М», на российском телеканале «Пятница» оно же получило название «Леся здеся». На этот раз оно посвящено не шоу-бизнесу, а мужчинам со всего мира. Премьера шоу состоялась 10 сентября 2016 года на телеканале «Интер» и «Пятница».
В декабре 2016 года приняла участие в откровенной фотосессии для мужского журнала «XXL». В конце 2016 года Леся отправилась вместе с Региной Тодоренко на съёмки 13-го сезона «Орёл и решка» в «самые райские и адские места мира». Премьера сезона состоялась 13 февраля 2017 года.
Летом 2017 года стало известно, что Леся появится в качестве ведущей и капитана женской команды в 7 сезоне развлекательного шоу «Хто зверху?» на Новом канале и составит компанию Сергею Притуле. Это подтвердили в пресс-службе телеканала. Сезон шоу с участием Леси зрители увидели весной 2018 года.
В 9 выпуске шоу Оли Поляковой «Зоряні яйця» Леся участвовала в команде ведущих «Хто зверху?» вместе с Притулой и Педаном, их соперниками была команда «Лига смеха».
В ноябре 2017 года Никитюк приняла участие во втором полуфинале третьего сезона шоу «Лига смеха» на 1+1, где сыграла за команду «Стояновка» из Молдовы, в качестве звёздного игрока.
В конце августа 2018 стала ведущей развлекательного шоу «Хто проти блондинок?». В том же году заняла 2 место в телешоу «Танцы со звездами» на телеканале 1+1 в паре с Максимом Ежом.
В ноябре 2019 года стала ведущей телевизионного проекта «Le Маршрутка» на «Новом канале».
В апреле 2022 года Леся Никитюк выпустила песню, посвящённую гибели крейсера «Москва» и событиям на острове Змеиный. В основу композиции лёг мотив песни «Оставайся, мальчик, с нами» из мультфильма «В синем море, в белой пене». Клип стал вирусным и по состоянию на август 2022 года набрал более 1 миллиона просмотров.

## Личная жизнь
Леся Никитюк не замужем. Находится в отношениях с военнослужащим. В июне 2025 года родила сына.

## Карьера на ТВ
- «Рассмеши комика» — участница
- «Орёл и решка» — ведущая (4-5, 10-13 сезоны)
- «Леся-ЗдЄся» (K1) — ведущая
- «Вокруг М» (Интер) / «Леся здеся» (Пятница!) — ведущая
- «Хто зверху?» (Новый канал) — ведущая, капитан женской команды (7-10 сезон)
- «Зоряні яйця» (Новый канал) — участница
- «Лига смеха» (1+1) — звёздная гостья
- «Танцы со звездами» (1+1) — участница
- Кто против блондинок (Новый канал) — ведущая
- «Шалена зірка» (Новый канал, Украина) — ведущая
- «Липсинг батл» (1+1) — ведущая шоу, вместе с Потапом
- «Ле маршрутка» (Новый канал) – ведущая, главная героиня

## Фильмография
- 2024 — «Поезд в 31 декабря» — Яна
- 2025 — «Песики» — Яна

## Награды и номинации
| Год  | Премия                           | Категория                                                                     | Результат |
| ---- | -------------------------------- | ----------------------------------------------------------------------------- | --------- |
| 2015 | Телетриумф                       | Ведущая развлекательной программы                                             | Номинация |
| 2017 | Самая успешная женщина 2017 года | Телеведущая года                                                              | Победа    |
| 2018 | Viva! Самые красивые             | Самая красивая женщина Украины                                                | Номинация |
| 2018 | Человек года                     | Новая генерация года                                                          | Номинация |
| 2018 | Телетриумф                       | Ведущая тематической развлекательной программы формата lifestyle («Вокруг М») | Номинация |
| 2018 | Cosmopolitan Awards              | Ведущая года                                                                  | Победа    |